# عقد 1380
عقد 1380 هو عقد امتد بين 1 يناير 1380 و31 ديسمبر 1389 بحسب التقويم الميلادي. سبقه عقد 1370 ولحقه عقد 1390.

## أحداث
- معركة قوصوه (1389)
- معركة سافرا (1385)
- معركة أتوليروس (1384)
- معركة بلوتشنيك (1385)
- معركة فالفيردي (1385)
- معركة ألجوباروتا (1385)
- معركة جزيرة سالتيس (1381)
- معركة تيخو البحرية (1384)
- معركة كوليكوفو (1380)
- الحملة الجاليكية (1384)
- معركة ترانكوسو (1385)

## مواليد
- فرناندو الأول ملك أراغون (1380)
- ويان داي غن (1382)
- يولاند من أراغون (1384)
- عبد الرحمان الثعالبي (1384)
- أماديو الثامن، دوق سافوي (1383)
- أبو زيان محمد بن أحمد (1383)
- بوجيو براشيوليني (1380)
- خليل سلطان (1384)
- موان داي غن (1381)
- عبد العزيز بن حمين الحمين (1384)
- القديسة ريتا (1381)

## وفيات
- كاترينا من سيينا (1380)
- بياتريس كونتيسة ألبوركويركي (1381)
- عبد الرزاق الإصفهاني (1383)
- جوفانا الأولى ملكة نابولي (1382)
- وات تايلر (1381)
- شارل الخامس ملك فرنسا (1380)
- نيكول أورسمه (1382)
- المنصور علاء الدين علي (1382)
- لويس الأول المجري (1382)
- مارغريت الأولى، كونتيسة بورغندي (1382)
- إليزابيث من بولندا، ملكة المجر (1381)

## كتب
- Yves Denis Papin (1998). Chronologie de l'histoire ancienne. Lieu de publication non identifié: Éditions Jean-paul Gisserot. ISBN:2-87747-346-5. OCLC:40746926. مؤرشف من الأصل في 2022-03-16.
- موسوعة حضارة العالم (2002) لأحمد محمد عوف.

## روابط خارجية
- تصفح سنة بسنة عقد 1380 على موقع onthisday.com
- تصفح سنة بسنة عقد 1380 ابتداءً من سنة عقد 1380 على موقع المكتبة الوطنية الفرنسية